# Xã Climax, Michigan
Xã Climax (tiếng Anh: Climax Township) là một xã thuộc quận Kalamazoo, tiểu bang Michigan, Hoa Kỳ. Năm 2010, dân số của xã này là 2.463 người.